# 니와 나가토미

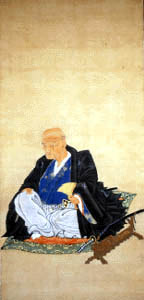
니와 나가토미

니와 나가토미(일본어: 丹羽長富, 1803년 10월 12일 ~ 1866년 8월 12일)는 일본 에도 시대의 다이묘로, 니혼마쓰번의 9대 번주이다. 어릴적 이름은 가쿠조(覚蔵), 반키치(蕃吉)이다. 관위는 종4위하, 사쿄노다이부(左京大夫), 시종(侍従)이다.
9대 번주 니와 나가아키의 맏아들로 태어났다. 1813년에 아버지가 죽으면서 번주 자리를 계승하였다. 번주 취임 당시 11세였기 때문에 가로인 니와 다카아키 등에 의지하여 정사를 돌보았다. 문무를 장려하고 번교인 게이가쿠칸(敬学館)을 개설하였다. 조카마치에 소방제도를 도입하였고, 에치고노쿠니로부터 쌀을 반입하고 식량 반출을 금지하는 등 기근 대책에 힘써, 1833년을 비롯한 7차례의 흉작 속에서도 쌀값 폭등을 막아냈으며 기근 중에도 아사자가 나오지 않았다고 한다. 그러나 번의 재정은 그리 좋아지지 않았고, 검약령을 시행하는 과정에서 농민과 하급 무사에게만 절약을 강제하여 효과를 얻지 못했으며, 1822년에는 잇키가 발생하였다. 이후 화재와 지진으로 인한 에도 번저의 소실, 에도 만 경비 담당 등으로 인해 재정적 부담은 더욱 증가하였다. 1858년에 병을 이유로 은거하였고, 여섯째 아들 나가쿠니가 그 뒤를 이었다. 1866년에 64세의 나이로 사망하였다.
| 전임 니와 나가아키 | 제9대 니혼마쓰번 번주 1813년 ~ 1858년 | 후임 니와 나가쿠니 |